# سنطرال دانون
سنطرال دانون (بالفرنسية: Centrale Danone)، وسابقا: المركزية للحليب (Centrale laitière)، هي شركة مغربية تابعة للشركة متعددة الجنسيات دانون مختصة بالحليب ومنتجاته. مدرجة منذ  سنة 1974 في بورصة الدار البيضاء.

## تاريخ
أنشأت سنة 1940 (قبل استقلال المغرب) من طرف الشركة القارية المغربية تحت الحماية الفرنسية، فأصبحت سنة 1953 أول فرع لمجموعة دانون في العالم. بعد الاستقلال عادت إلى ملكية الدولة، ولكن في سنة 1981 أعطتها الدولة لمجموعة أونا. سنة 1998 قامت شركة دانون بشراكة مع الشركة القابضة بالتوقيع على أكبر عائد لها وتسخير خبراتها لتسويق منتوجات الألبان والزبادي خاصتها.
سنة 2012 اشترت الشركة الفرنسية متعددة الجنسيات دانون % 37,8 من أسهم شركة المركزية للحليب من الشركة الوطنية للاستثمار (SNI) والتي هي ملكية للعائلة الحاكمة في المغرب. فأصبحت المجموعة الفرنسية تمتلك ثلثين من أسهم شركة «المركزية للحليب».
يوم 3 نوفمبر 2014 استحوذت مجموعة دانون على % 22 من رأس مال شركة Centrale litière ب278 اورو من الشركة الوطنية للاستثمار، وبذلك رفعت حصتها في الشركة إلى % 90,9
.
يوم 24 أكتوبر 2015 غيرت الشركة اسمها إلى Centrale Danone

## المالك
| الملاك (حاملي الأسهم) | %     |
| --------------------- | ----- |
| دانون                 | 99,72 |
| أخرين                 | 0,28  |

## المقاطعة
ظهرت في مطلع شهر أبريل 2018 موجة من مستخدمي الفيسبوك المغاربة تدعو إلى مقاطعة حليب سنطرال بادعائها أن ثمنه مرتفع، وذلك تحت شعار #خليه_يريب (أتركه يرب)، صرح وزير المالية محمد بوسعيد ونعت المقاطعين ب«المداويخ»، مما جعل الحملة تنتشر على نطاق واسع، فاصبحت تضم أصحاب المحلات التجارية الخاصة بالمواد الغذائية ونسبة كبيرة من سكان المدن والقرى، إضافة إلى مستخدمي شركة سنطرال دانون نفسها.
| المنتوج          | الشركة                       | الشعار        |
| ---------------- | ---------------------------- | ------------- |
| حليب سنطرال      | شركة سنطرال دانون            | خليه يريب     |
| ماء سيدي علي     | شركة المياه المعدنية بأولماس | ماكم شربوه    |
| وقود أفريقيا غاز | مجموعة أكوا                  | مازوطكم حرقوه |

إضافة إلى عدة منتوجات تابعة لها (دانون أصيل ؛ عين أطلس ؛ باهية ؛ أولماس ؛ مفيد...)
وقد كانت شركتا سنطرال دانون وأفريقيا غاز أكثر المتضررين.
نتيجة لهذه الانتفاضة خفضت مجموعة من الأسواق الكبرى ثمن هذه المنتوجات في غياب تام لتجاوب الشركات الأم، ولكن هذا التخفيض كان مجرد عرض مؤقت، لذلك ظلت المقاطعة مستمرة. وقد تم عرض إشهار لشركة سنطرال-دانون على بعض القنوات المغربية بهدف تعرف الشركة على مطالب المستهلكين والإتفاق على ثمن يرضي كلا الطرفين. وعرض إشهار آخر بعده في أكتوبر سنة 2018 يظهر منتوجا جديدا للشركة وهو حليب بنصف الدسم، بالإضافة إلى الإعلان عن انخفاض ثمن حليب سنطرال من 3,50 درهم إلى 3,20 درهم.

## أنظر أيضا
- الشرڭي
- كوباك